# Paweł Mystkowski
Paweł Mystkowski (ur. 7 czerwca 1903 w Carycynie, zm. 9 lipca 1991 w Warszawie) – polski artysta fotograf, uhonorowany tytułem Honorary Excellence FIAP (HonEFIAP). Członek rzeczywisty i członek honorowy Związku Polskich Artystów Fotografików.

## Życiorys
Urodził się w rodzinie Macieja (zm. 1929) i Adolfiny (zm. 1920). Podporucznik czasu wojny ps. „Skarbek”. Podczas powstania warszawskiego był kwatermistrzem w Okręgu Warszawskim Armii Krajowej. Po upadku powstania trafił do niewoli niemieckiej (numer jeniecki 1268). W powstaniu uczestniczyła również jego żona - Walentyna (1908–1997), jako łączniczka AK, ps. „Isia”.
Mieszkał i pracował w Warszawie. Zajmował się fotografią architektury oraz fotografią krajobrazową, szczególne miejsce w jego twórczości zajmowała fotografia sportowa, dzięki której (w 1960) został odznaczony Medalem Olimpijskim za dokumentację fotograficzną Letnich Igrzysk Olimpijskich w Rzymie. Był autorem zdjęć do wydanego w 1961 roku albumu fotograficznego „Piękno sportu”. Uprawiał przede wszystkim fotografię czarno-białą. Był wieloletnim członkiem Rady Naczelnej ZAiKS.
W 1951 roku został członkiem Okręgu Warszawskiego Związku Polskich Artystów Fotografików, w którym pełnił różne funkcje we władzach ZPAF oraz w 1958 roku funkcję prezesa Zarządu Głównego ZPAF. W latach późniejszych został członkiem honorowym ZPAF. W 1965 roku został członkiem honorowym Klubu Fotografii Prasowej Stowarzyszenia Dziennikarzy Polskich.
Paweł Mystkowski jest autorem i współautorem wielu wystaw fotograficznych; indywidualnych, zbiorowych, poplenerowych, pokonkursowych. Brał aktywny udział w Międzynarodowych Salonach Fotograficznych, organizowanych (m.in.) pod patronatem FIAP, zdobywając wiele medali, nagród, wyróżnień, dyplomów, listów gratulacyjnych. Pokłosiem udziału w Międzynarodowych Salonach Fotograficznych (pod patronatem FIAP) oraz pracy na rzecz fotografii i rozwoju FIAP; było przyznanie Pawłowi Mystkowskiemu (w 1957 roku) tytułu Honorary Excellence FIAP (HonEFIAP) – nadanego przez Międzynarodową Federację Sztuki Fotograficznej FIAP, obecnie z siedzibą w Luksemburgu. W 1988 otrzymał medal ZAiKS-u.
Zmarł w Warszawie, pochowany na cmentarzu Powązkowskim (kwatera 323-1-26).